# Adolphe Boissevain
Athanase Adolphe Henri Boissevain (1843–1921) richtte in 1875 met een Amerikaanse effectenrelatie de firma Adolphe Boissevain & Co op. Deze firma hield zich vooral bezig met 2 activiteiten: de introductie van Amerikaanse effecten op de Amsterdamse beurs en de effectenarbitrage tussen Amsterdam, New York en Londen. Ter versterking van de positie richtte Adolphe, met zijn Amerikaanse relatie Blake Brothers, in 1888 in Londen de firma Blake, Boissevain & Co op. Tezamen vormden de 3 firma’s in de 3 financiële centra een sterke combinatie. De belangrijkste assistent van Adolphe in de effectenarbitrage was Jan Lodewijk Pierson sr., die later als firmant in het bedrijf werd opgenomen. Enkele jaren na het terugtreden van Adolphe werd de naam van de firma gewijzigd in Pierson & Co., een voorloper van de huidige investment bank MeesPierson.

## Trans-Atlantisch
De basis daarvoor was gelegd door Adolphe, wiens zaken naast puur Nederlands meer en meer trans-Atlantisch werden. Hij bouwde een grote reputatie in de VS op als financier van bedrijven. Bekend is een aantal spoorwegen, o.a. de trans-Canadian Pacific Railway. Aan deze spoorlijn ligt in Manitoba het naar hem genoemde stadje Boissevain, dat het familiewapen voert. Ook in West Virginia ligt een klein plaatsje Boissevain, wegens de bemoeienissen van Adolphe met de Norfolk & Western Railways.

## Europa
De invloed van Adolphe reikte overigens nog verder. Zo was hij in Zwitserland betrokken bij de oprichting in 1897 van één der grootste internationale banken: de Schweizerischer Bankverein (thans UBS), bij welke hij nadien nog 18 jaar commissaris was. Aan deze bank werd later zijn Londense firma Blake, Boissevain & Co. verkocht. Adolphe reisde uiteraard veel. Hij nam bijvoorbeeld vrijdagavond de nachtboot van Harwich naar Hoek van Holland, bracht het weekend door op zijn landgoed Prins Hendriksoord in Den Dolder en reisde zondagavond per boot weer naar Engeland.

## Trivia
- Hun kantoor op de Herengracht 237 in Amsterdam is in 1882 gebouwd door architect Constantijn Muysken.